# Rachid El Basir
Rachid El Basir arabisch رشيد البصير; (* 4. Oktober 1968) ist ein ehemaliger marokkanischer Leichtathlet, dessen Spezialstrecke der 1500-Meter-Lauf war.
Bei den Leichtathletik-Weltmeisterschaften 1991 erreichte er das Halbfinale.
Seinen größten Erfolg feierte er dann im Jahr darauf mit dem unerwarteten Gewinn der Silbermedaille bei den Olympischen Spielen von Barcelona, als er sich in 3:40,62 Minuten nur dem Einheimischen Fermín Cacho (3:40,12 min) geschlagen geben musste. Das Rennen war in den ersten Runden verschleppt worden, so dass es zu einem reinen Spurtfinale kam.
Auch bei den nächsten beiden Weltmeisterschaften erreichte er das Finale: 1993 in Stuttgart wurde er Siebter, 1995 in Göteborg Vierter.
Bei den Olympischen Spielen 1996 in Atlanta schied er im Vorlauf aus.
Rachid El Basir ist 1,80 m groß und wog zu Wettkampfzeiten 61 kg.

## Persönliche Bestzeiten
- 1500 m: 3:33,82 min, 7. Juli 1995, London
  - Halle: 3:42,99 min, 12. März 1993, Toronto
- 1 Meile: 3:55,25 min, 10. Juli 1993, Oslo
- 2000 m: 3. Juli 1995, Paris